# デイヴィッド・H・バーガー
デイヴィッド・H・バーガー（David H. Berger、1959年12月21日 - ）は、アメリカ合衆国の海兵隊員。第38代海兵隊総司令官。階級は海兵隊大将。

## 経歴
デラウェア州ドーバー生まれ。メリーランド州ウッドバイン出身。グレネルグ・ハイ・スクール（Glenelg High School）卒業。テュレーン大学卒業。ジョンズ・ホプキンズ大学国際公共政策修士、同大学軍事学修士。
2019年7月11日より第38代海兵隊総司令官を任期いっぱいの4年務めた。ジョー・バイデン政権は後任に司令官代理のエリック・スミスを内定していたが、野党・共和党の議員が国防総省の中絶に対する考え方を理由に上院公聴会での承認を留保したため、バーガーの退任の日を迎えても後任が決まっていないという事態に陥った。

## 栄誉
- ディフェンス・スーピアリア・サービス・メダル
- ヴァロー付レジオン・オブ・メリット